# Varjekträsket
Varjekträsket är en sjö i Jokkmokks kommun i Lappland och ingår i Luleälvens huvudavrinningsområde. Sjön har en area på 2,36 kvadratkilometer och ligger 227,9 meter över havet. Sjön avvattnas av vattendraget Varjekbäcken, ett biflöde till Lagnäsån.

## Delavrinningsområde
Varjekträsket ingår i det delavrinningsområde (737582-170117) som SMHI kallar för Utloppet av Varjekträsket. Medelhöjden är 258 meter över havet och ytan är 12,57 kvadratkilometer. Det finns ett avrinningsområde uppströms, och räknas det in blir den ackumulerade arean 37,05 kvadratkilometer. Lagnäsån (Varjekbäcken) som avvattnar avrinningsområdet har biflödesordning 2, vilket innebär att vattnet flödar genom totalt 2 vattendrag innan det når havet efter 145 kilometer. Avrinningsområdet består mestadels av skog (62 procent) och sankmarker (16 procent). Avrinningsområdet har 2,35 kvadratkilometer vattenytor vilket ger det en sjöprocent på 18,7 procent.